# 菲洛诺沃农村居民点
菲洛诺沃农村居民点（俄语：Филоновское сельское поселение）是俄罗斯联邦沃罗涅日州博古恰尔区所属的一个农村居民点。其下辖有4个居民点，行政中心为菲洛诺沃。据2016年统计，该农村居民点的人口为951人。